# Rosa de Castilla, Michoacán de Ocampo
Rosa de Castilla är en ort i Mexiko.   Den ligger i kommunen Tlalpujahua och delstaten Michoacán de Ocampo, i den sydöstra delen av landet, 130 km väster om huvudstaden Mexico City. Rosa de Castilla ligger 2 587 meter över havet och antalet invånare är 379.
Terrängen runt Rosa de Castilla är huvudsakligen kuperad, men norrut är den bergig. Runt Rosa de Castilla är det ganska tätbefolkat, med 192 invånare per kvadratkilometer. Närmaste större samhälle är El Oro de Hidalgo, 15,9 km öster om Rosa de Castilla. I omgivningarna runt Rosa de Castilla växer huvudsakligen savannskog.